# Geoff Love (Klimatologe)

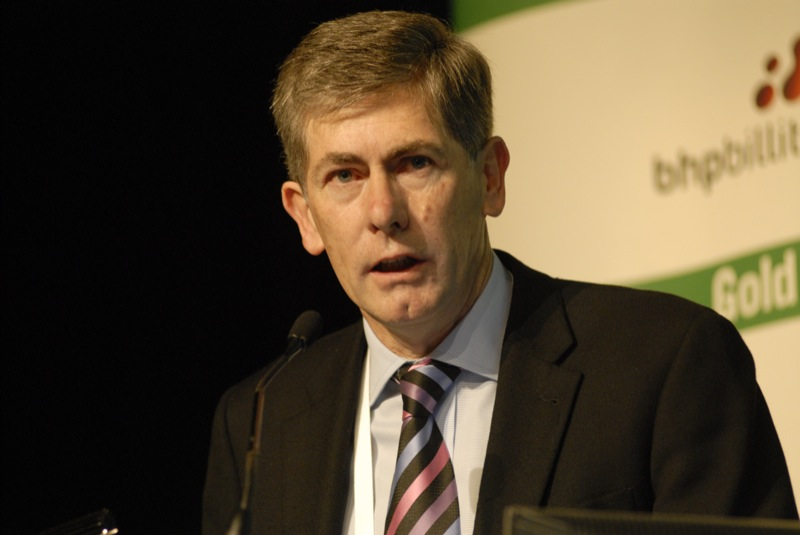
Geoff Love, 2007

Geoff Love (* 1950 in Melbourne) ist ein australischer Klimatologe.
Love wurde in Melbourne geboren und wuchs dort auch auf. 1972 schloss er das Studium mit einem Bachelorabschluss an der La Trobe University in Melbourne ab und war danach als Dozent für Physik tätig, gleichzeitig setzte er sein Studium fort und erhielt ebenfalls an der La Trobe University einen Master of Science. 1975 wechselte er in die australische Behörde für Meteorologie, in der er zunächst einen einjährigen Studiengang in Meteorologie absolvierte. Im Anschluss daran wurde er nach Darwin entsandt, wo er – abgesehen von einem dreijährigen Aufenthalt zur Promotion an der Colorado State University –  bis 1987 verblieb und seit 1985 die Stelle des Regionaldirektors innehatte.
Er wurde als Delegierter Australiens in die World Meteorological Organization entsandt und war dort im Bereich der Commission for Basic Systems zunächst von 1988 bis 1996 als Leiter der Arbeitsgruppe für Datenmanagement, dann von 1996 bis 2000 als Vizepräsident und anschließend bis 2001 als Chairman tätig. 2001 trat er zurück, um in das Sekretariat des Intergovernmental Panel on Climate Change zu wechseln. Er blieb dort bis 2003 und wurde im Anschluss als „Director of Meteorology“ zum Leiter des Bureau of Meteorology berufen. In dieser Position ist er seitdem tätig.
Love verblieb weiter als Experte im Intergovernmental Panel on Climate Change und war im Jahr 2007 als Vice-Chair der Arbeitsgruppe II „Impacts, Adaptation and Vulnerability“ in verantwortlicher Position an der Erstellung des Vierten Sachstandsberichts beteiligt.